# Rusłan Pogorełow
Rusłan Pogorełow, ukr. Руслан Погорєлов (ur. 7 czerwca 1959) – ukraiński szachista, arcymistrz od 1999 roku.

## Kariera szachowa
W turniejach międzynarodowych uczestniczy od końca lat 80. XX wieku. W 1989 r. zajął II m. (za Aleksandrem Waulinem) w otwartym turnieju w Pradze, natomiast w 1992 r. podzielił II m. (za Juanem Mellado Trivino) w Barcelonie. Od 1993 r. startuje przede wszystkim w turniejach organizowanych w Hiszpanii, w wielu z nich zwyciężając bądź dzieląc I miejsca, m.in. w:
- 1994 – Badalonie, Saragossie,
- 1995 – Ceuta,
- 1996 – Villalbie, A Corunie (z m.in. Branko Damljanoviciem, Giorgi Giorgadze, Lwem Psachisem i Draganem Paunoviciem),
- 2000 – Pampelunie (z m.in. Roberto Cifuentesem Paradą, Stuartem Conquestem, Almirą Skripczenko i Zenonem Franco Ocamposem),
- 2001 – Moratalaz (z m.in. Olegiem Korniejewem i Irisberto Herrerą),
- 2002 – La Pobla de Lillet, Villalbie,
- 2003 – Sewilli (z m.in. Siergiejem Tiwiakowem, Wang Yue, Bogdanem Laliciem i Aleksandrem Rustemowem), Lorcy (z Jesúsem Maríą de la Villa García).

Najwyższy ranking w dotychczasowej karierze osiągnął 1 stycznia 2003 r., z wynikiem 2517 punktów zajmował wówczas 30-31. miejsce wśród ukraińskich szachistów.